# Waanzinnige wereld - Uit de memoires van Ion Tichy
Waanzinnige wereld - Uit de memoires van Ion Tichy (Pools: Kongres futurologiczny - Ze wspomnien Ijona Tichego) is een sciencefictionroman uit 1971 van de Poolse schrijver Stanisław Lem. Dit boek werd ook uitgebracht onder de Nederlandstalige titel Het Kongres.
De live-action/animatiefilm The Congress uit 2013 is gebaseerd op dit boek.

## Verhaal
Ion Tichy neemt deel aan een congres, waarbij een opstand uitbreekt en het hotel gebombardeerd wordt met “naastenliefdebommen” om iedereen te kalmeren. Tichy ontsnapt maar komt daarbij bijna om het leven. Hij ontwaakt in het jaar 2039 waar de aarde veranderd is in een aards paradijs waar geen voedseltekorten, overbevolking of krotten zijn. Alles blijkt echter bepaald door sterke doses hallucinogene drugs. Wanneer Tichy een andere drug neemt ontdekt hij pas de werkelijkheid.